# 非破壊検査

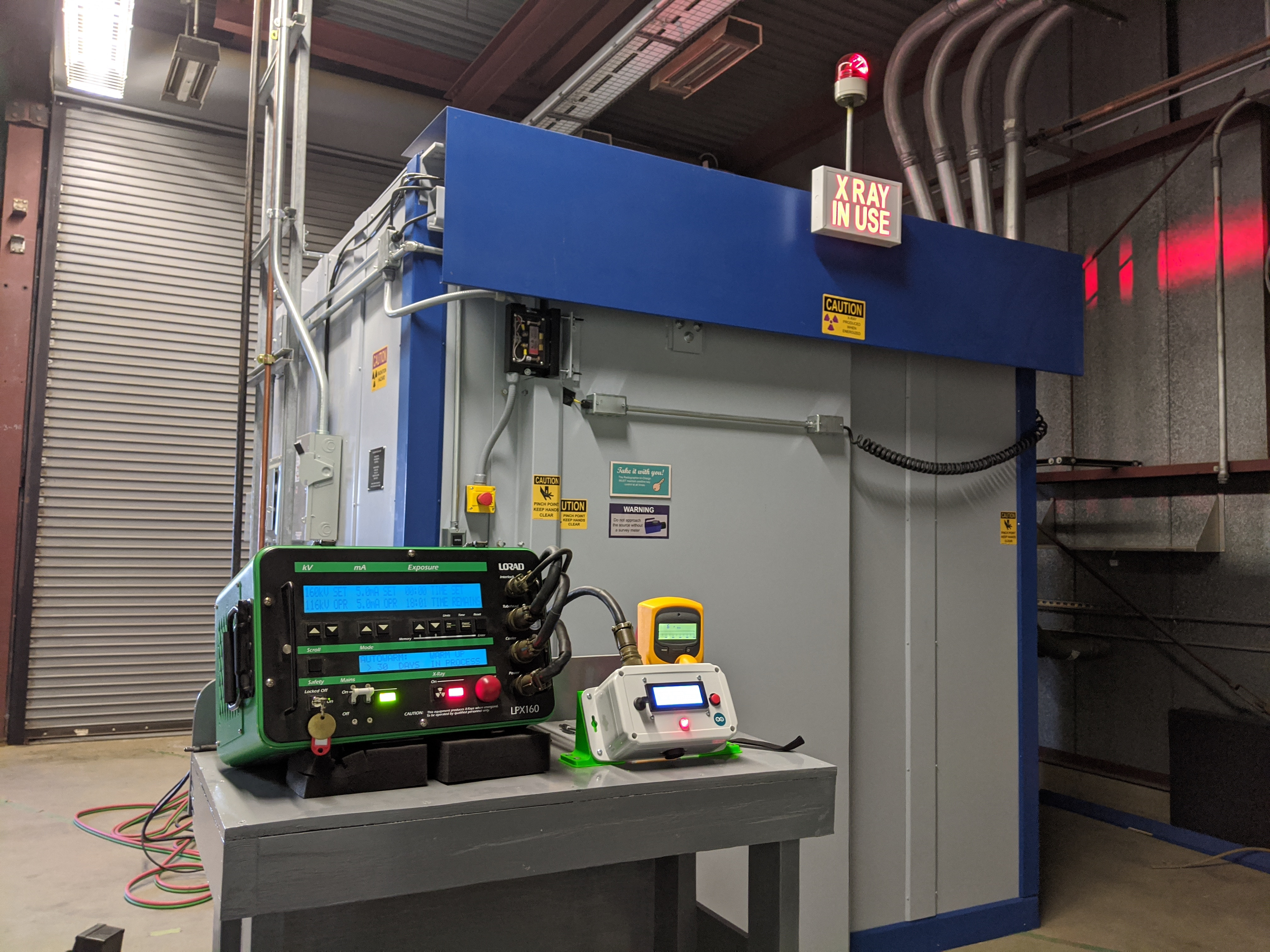
X線装置

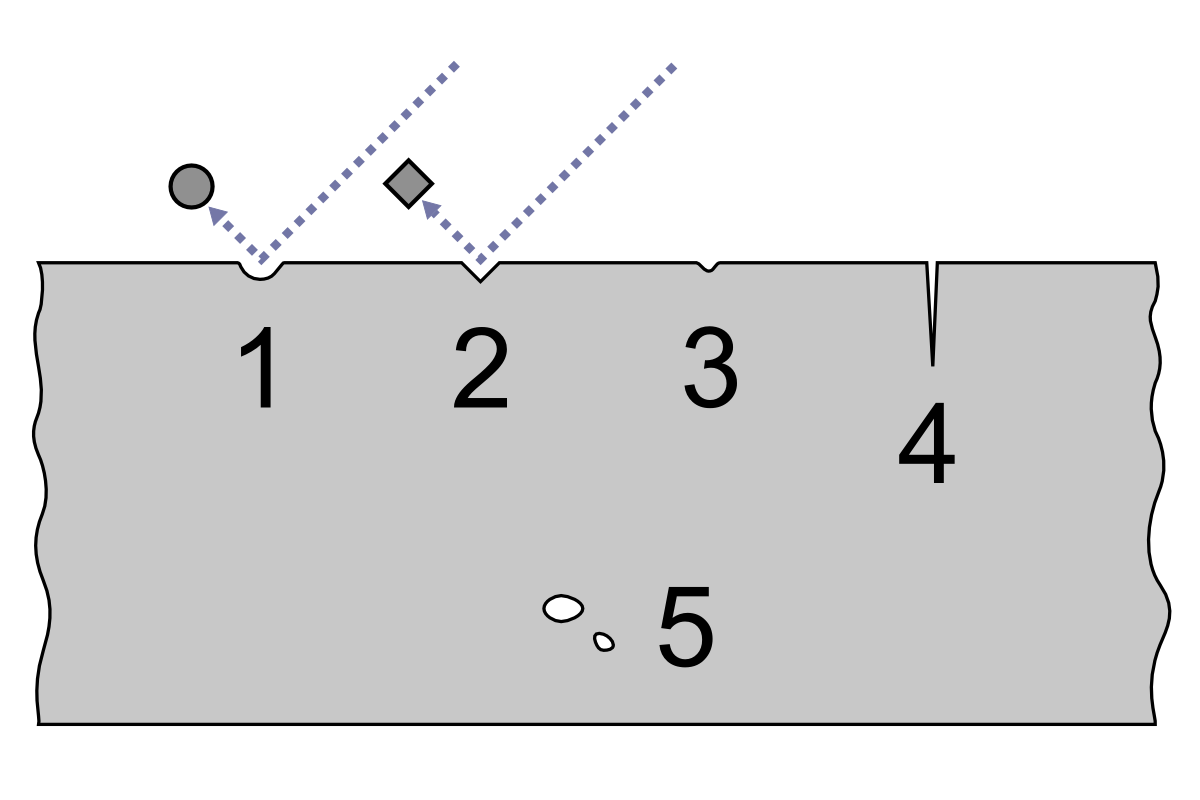
非破壊検査におけるきずの例
1.デント 2.ニック 3.スクラッチ 4.クラック 5.ボイド

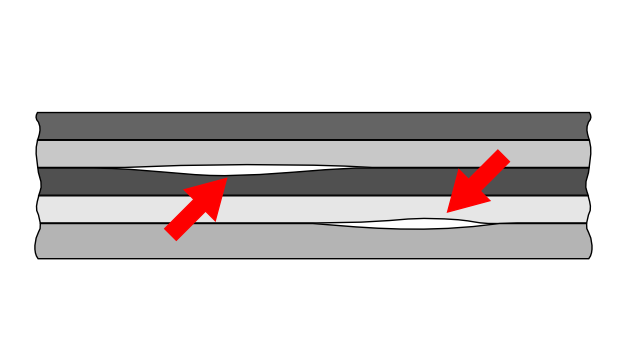
層間剥離の例

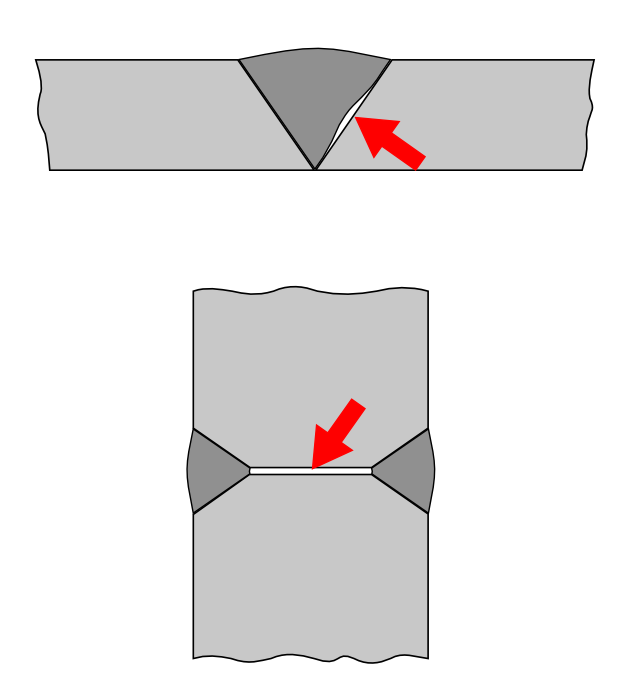
溶接における溶け込み不足の例

非破壊検査（ひはかいけんさ、NDI、英: non destructive inspection、NDT、英: non destructive testing）とは、機械部品や構造物の有害なきず（デント、ニック、スクラッチ、クラック、ボイドなど）を、対象を破壊することなく検出する技術である。対象内へ放射線や超音波などを入射して、内部きずを検出したり、表面近くへ電流や磁束を流して表面きずを検出する方法に大別される。配管内部の腐食などの検査も非破壊検査に含まれる。

## 目的
非破壊検査の主な目的を以下に示す。
1. 信頼性を確保する
2. コスト低減
3. 製造技術の改良を促す

「信頼性」は「信頼度」という数値で表現され得る。信頼度は一定期間内に所期の性能を満たすことができる確率であり、100%を上限値に次の式で表される。この信頼性を確保することが最大の目的である。
信頼度 = 実際に稼動した時間 ÷ 期待された稼働時間
「コスト低減」は、不意の故障で装置や設備が使用不可能となることによる経済的損失と、それを原因とする事故によって失われる多様な損失を回避する目的を指す。
「製造技術の改良」は、不具合を正確に知り製造工程へフィードバックすることで、製品の製造技術の改良を図ることを指す。

## きず／傷／欠陥
非破壊検査では仮名表記の「きず」と漢字表記の「傷」は区別して表記される。仮名表記の「きず」は、非破壊検査で見つけ出された意図しない不連続部を意味する。
漢字表記の「傷」や「欠陥」という言葉は、一般にその存在自体が直ちに有害であり否定的に解釈される傾向があるのに対して、意図しない不連続部分は対象物の検査結果の合否の判定が出るまでは直ちに有害とはいえないため、よりソフトな表現として「きず」と表記される。「欠陥」という言葉も漢字表記の「傷」と同様に注意して使用され、検査の結果として有害とされる仮名表記の「きず」が「欠陥」と呼ばれる。

## 検査法
代表的な検査・試験法を以下に示す。
目視試験 (英: VT、visual testing)
"VT"と略称される目視試験は、人間の目で見て観察する試験方法である。特別な手段を用いることなく外観から大きなきずを発見できる。日本ではVTの技術者資格は存在しないが、非破壊試験技術者には近距離視力が必須条件とされている。目視試験では、直視するほかに、拡大鏡や鏡、ボアスコープやCCDカメラといった光学的な道具を用いて間接的に観察することも行われる。
放射線透過試験 (英: RT、radiographic testing)
RTは判定結果が放射線透過写真（フィルム）として残り、溶接の溶け込み不足やブローホールの様な、体積を持つ内部きずの検出を目的とした信頼性が高く一般的な検査方法である。しかし、材料表面に発生する高張力鋼の溶接部の遅れ割れのような微細な表面きずが検出されないこともあるので、磁粉探傷検査などの表面きずの検出を目的とする他の検査と併用することが望ましい。
1. X線コンピュータ断層撮影 (CT: Computer-graphic Testing)
2. ガンマ線
3. ミュオグラフィ

超音波探傷試験 (英: UT、ultrasonic testing)
UTは材料内部の面形状を持つ割れ等の内部きずに対して、検出精度が高いが、欠陥形状の判定はやや困難である。近年、フェーズドアレイ探傷法やTOFD法などの開発により、送信や受信波形を制御し、得られた超音波受信信号から、画像化や数値解析を行うことによって、きずの寸法や形状を推定できるようになってきた。
渦電流探傷試験 (英: ET、Eddy current testing、ECI、Eddy current inspection)
ETは高周波電流を流した探傷コイルを検査表面に接近させることで、検査表面に渦電流を流し、表面および表面直下の欠陥が原因の渦電流の流れ難さや位相変化を電磁誘導の変化として健全部と比較判定する。不電伝導体や内部きずの検査は適用不可である。また、導電率の違いにより渦電流の流れやすさが変化するため、金属材料の合金判別にも使用される。
磁粉探傷試験 (英: MT、magnetic particle testing、MPI、magnetic particle inspection)
MTは磁性金属の表面及び表層に発生した表面割れ等のきずの検査に適しており、表面開口きず及びごく浅い内部きずの検査が可能である。
ひずみ測定 (英: SM、stress measurement)
SMは構造物の応力状態を監視して、許容応力以上の負荷を与えないような設計上の指針を与えることができる。測定方法が多岐にわたるため、最適な測定方法を選択できる。最もよく使用されている電気ひずみ計では電気抵抗ひずみゲージを構造物に貼付してひずみ値を求め、構造物材料の弾性係数を掛け合わせて応力を求める。一般に使用されている重量秤等の荷重計（ロードセル）のほとんどは、この電気抵抗ひずみゲージを用いている。
アコースティック・エミッション (英: AE、acoustic emission)
AEは割れ発生の初期徴候の検出が可能であり、運転中の割れ発生、あるいは割れ進行状態の監視用としても使用される。
浸透探傷試験 (英: PT、penetrant testing)
PTは材料表面に発生した表面開口きずに浸透液を浸透させ、浸透液を毛細管現象により表面に吸い出し、拡大されて現れた指示模様を観察して表面きずを調べる方法である。材料の表面粗さの影響を受け、表面粗さが荒い場合は適用困難。発泡体や内部きずの検査は適用不可である。
サーモグラフィ試験 (英: IRT、infrared ray testing)
IRTは赤外線カメラ（サーモグラフィ）を使って、機器・設備・建築物などの表面温度分布の画像を得る、非破壊・非接触型の検査診断手法のことである。医療分野に止まらず、欧米では電気設備・建築建造物の診断などを対象に広く普及が進んでいる。対象物に触れずに異常の有無を手軽・正確に検査診断できるので、打診法などの直接的なビル建物検査診断では診断者や通行人に危険が及ぶようなケースや、設備の操業を止めたくないフルタイム稼働工場の盤診断などに効果的。目の届かない内壁を複雑に迂回する漏水調査にも効果を発揮する。
赤外線調査
建築物の外壁剥離を測定する調査方法の一つ。建物の外壁は日射を受けて温まると剥離部と健全部では表面温度に差の生じることを利用し,壁面温度を赤外線サーモグラフィで測定し剥離部を検出する方法である。
近赤外分光法
近赤外分光法は、物質に照射した近赤外光の吸収を測定することで物質濃度を計測することができる、非破壊・非接触分析法である。近赤外光を用いた分析は、近赤外光の透過性の高さから非破壊での分析が可能であり、近赤外域には多くの物質の吸収が現れることから多成分の同時分析が可能である。食品工業や農業分野での研究が盛んに行われており、果実の糖度や酸度、魚介類の脂肪量などの品質管理に利用され始めている。また医学分野においても、糖尿病や皮膚病の臨床検査、脳機能の計測法などに応用するための研究が行われている。

## 非破壊試験技術者資格試験
世界的には非破壊検査の技能者／技術者の資格規定としてISO9712が定められており、日本ではこれを元にJIS Z 2305 「非破壊試験-技術者の資格および認証」によって、放射線透過試験、超音波探傷試験、磁粉探傷試験、浸透探傷試験、渦電流探傷試験、ひずみ測定の計6分野ごとに易しい順にレベル1／レベル2／レベル3の資格認定が定められている。毎年春と秋の年2回実施される試験では、毎回12,000人ほどの受験者がおり、合格率は概ね50%/30%/20%程度となっている。合格者は登録することで有効期間5年間の資格を得ることになり、5年後に1度書類上で更新することでさらに5年間、資格が延長される。更新可能なのは5年目の1回のみであり、10年後には有効期間が切れるため、それ以降も資格を得るには再認証試験の受験と合格が必要になる。
また、6分野3レベルのJISによる資格とは別に、日本非破壊検査協会では、協会の規格 NDIS 0602 に基づいてレベル3よりさらに上位の資格として「非破壊検査総合管理技術者」の資格試験を実施している。この非破壊検査総合管理技術者になるための試験の受験資格は、JIS Z 2305 での6分野すべてにおいてレベル2以上の資格を有し、さらに放射線透過試験又は超音波探傷試験を含む4分野ではレベル3の資格を有し、その後に2年以上の実務経験があり、また、協会の「非破壊検査による品質管理等に関する講習会」（非破壊検査総合管理技術者の認証対象講習会）を受講し修了試験に合格している、という多くの条件がある。
このほか、航空宇宙産業ではNAS-410（NAS Certification & Qualification of Nondestructive Test Personnel）を元とした資格が必要とされる。